# Progress M-66
Progress M-66 (ryska: Прогресс М-66) eller som NASA kallar den, Progress 32 eller 32P, var en rysk obemannad rymdfarkost som levererade förnödenheter, syre, vatten och bränsle till rymdstationen ISS. Den sköts upp med en Sojuz-U-raket från Kosmodromen i Bajkonur den 10 februari 2009 och dockade med ISS den 13 februari. 
Den lämnade stationen den 6 maj 2009 och brann upp i jordens atmosfär den 18 maj 2009.

### Fotnoter
1. ↑  ”NASA Space Science Data Coordinated Archive” (på engelska). NASA. https://nssdc.gsfc.nasa.gov/nmc/spacecraft/display.action?id=2009-006A. Läst 1 mars 2020.
2. ↑  Manned Astronautics - Figures & Facts Arkiverad 17 juni 2012 hämtat från the Wayback Machine., läst 15 juli 2016.